# Stazione di Bellano-Tartavalle Terme
La stazione di Bellano-Tartavalle Terme è una stazione ferroviaria posta sulla linea Tirano-Lecco, a servizio del centro abitato di Bellano.

## Storia
La stazione fu inaugurata nel 1892, all'apertura della tratta da Lecco a Bellano, completata nel 1894 fino a Colico.

## Strutture ed impianti

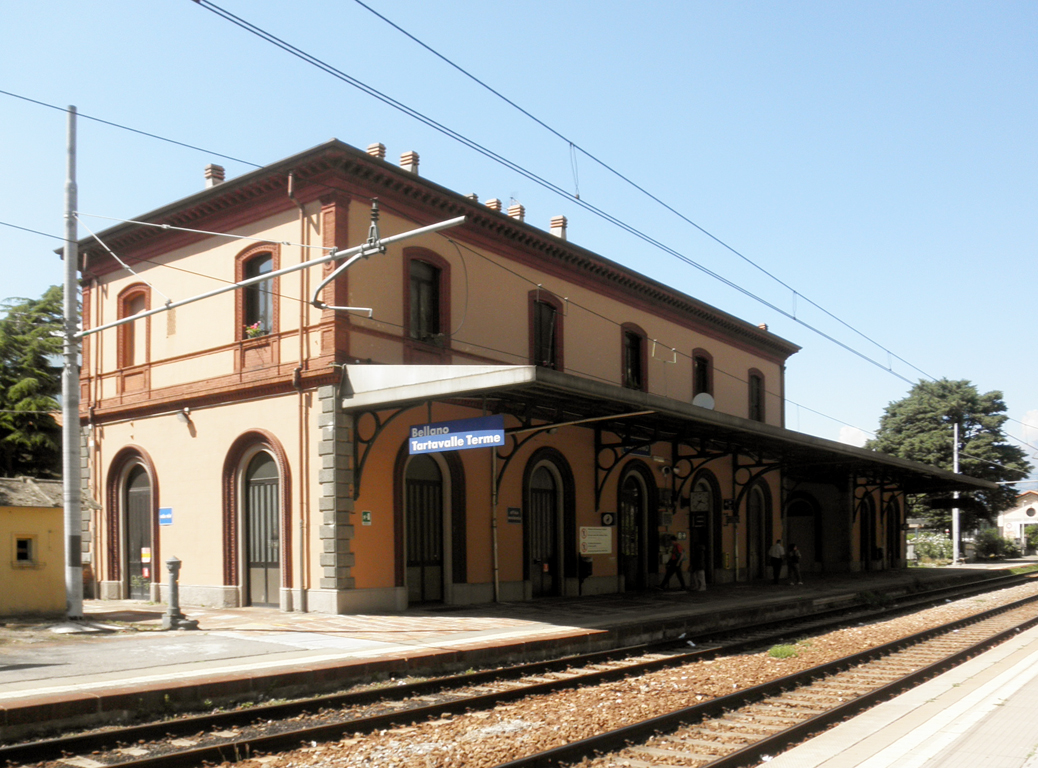
Il piazzale binari

Il fabbricato viaggiatori è un edificio a tre piani in classico stile ferroviario; il piano binari si trova all'altezza del primo piano del fabbricato.

La stazione conta due binari per il servizio passeggeri. È presente un piccolo scalo merci con un magazzino merci.

## Servizi
La stazione dispone di:
- Sala d'attesa con monitor partenze
- Annuncio sonoro arrivo treni
- Parcheggio auto e moto
- Sottopassaggio
- Bar e tabacchi
- Servizi igienici

## Movimento
La stazione è servita dai treni regioexpress della linea RE8 Milano-Tirano e dalla linea regionale R13 Lecco-Sondrio.